# Кончита Вурст
То́мас Но́йвирт (нем. Thomas Neuwirth), более известный под женским альтер-эго Кончи́та Вурст (нем. Conchita Wurst; род. 6 ноября 1988, Гмунден, Австрия), — австрийский поп-певец и дрэг-квин. Победитель конкурса песни «Евровидение-2014» в Копенгагене. Образ «женщины с бородой» был создан Нойвиртом в 2011 году. С помощью него певец стремится дать людям повод задуматься о природе инаковости, ксенофобии и о толерантности.

## Ранняя биография Тома Нойвирта

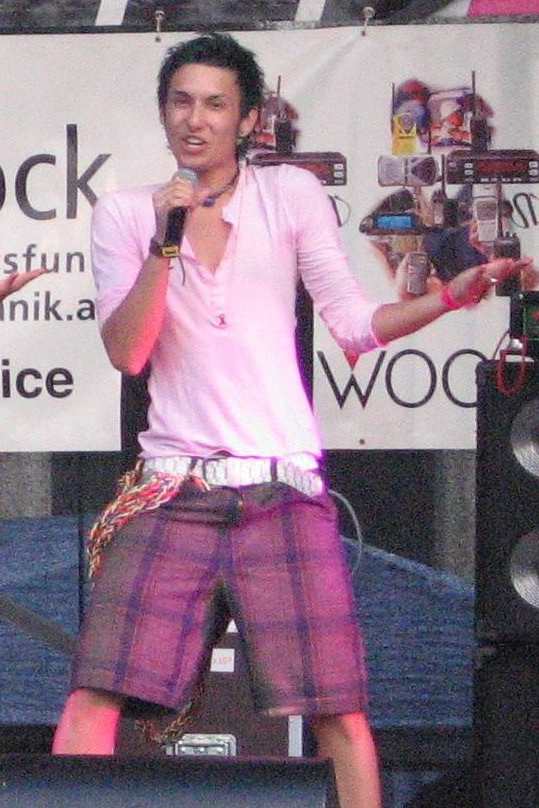
Нойвирт в составе Jetzt anders! (2007)

Том Нойвирт родился 6 ноября 1988 года в австрийском городе Гмунден. Детство провёл в небольшой деревне с 3 тысячами жителей Бад-Миттерндорф в Штирии. Уже с ранних лет Том проявлял интерес к женской одежде, а в подростковом возрасте заметил, что его привлекают мужчины. В 17 лет он совершил каминг-аут. Живя в небольшой деревне, Тому пришлось на себе ощутить дискриминацию по отношению к ЛГБТ. Том рассказывает, что в школе подвергался коллективной травле и насилию среди своих сверстников. Том говорил, что боялся обратиться в полицию, потому что боялся ещё большей травли в его сторону, поэтому, например, из-за страха он ходил в туалет лишь во время уроков, когда там никого не было. Родителям Тома, как он признался в одном из интервью, также поначалу пришлось нелегко, однако сегодня они поддерживают его «на 150 процентов». В одном из интервью родители Тома назвали Кончиту «дочерью, которой у них никогда не было».
В 2006 году 18-летний Том Нойвирт принял участие в третьем сезоне австрийского кастинг-шоу для начинающих поп-исполнителей Starmania, на котором занял второе место, уступив первое Надин Бейлер. В 2007 году он стал участником бой-бэнда «Jetzt anders!», просуществовавшего, однако, лишь несколько месяцев.
В 2011 году Нойвирт окончил Школу моды в Граце, после чего в том же году принял участие в австрийском кастинг-шоу «Большой шанс» на канале ORF, где впервые появился в образе женщины с бородой Кончиты Вурст, исполнив хит Селин Дион My Heart Will Go On. Заняв лишь шестое место на шоу, Том не отчаялся и в последующие годы продолжил использовать образ Кончиты Вурст для участия в различных реалити-шоу на телевидении в Австрии и Германии — «Тяжелейшие профессии Австрии» (нем. Die härtesten Jobs Österreichs) в роли обработчицы рыбы, а также в шоу Wild Girls на немецком телеканале RTL, в котором вместе с другими знаменитостями Германии пытался «выживать» в пустынях Намибии.
В 2012 году Нойвирт в образе Кончиты Вурст участвовал в национальном отборе на «Евровидение 2012», где занял второе место, набрав 49 % голосов и лишь немного уступив хип-хоп-дуэту Trackshittaz (51 %), который на самом конкурсе даже не попал в финал. В 2014 году Австрия всё же отправила Кончиту на 59-й конкурс песни Евровидение в Копенгаген, где она 10 мая 2014 года заняла первое место, набрав 290 баллов с песней Rise Like a Phoenix.

## Образ Кончиты Вурст

### Идея создания

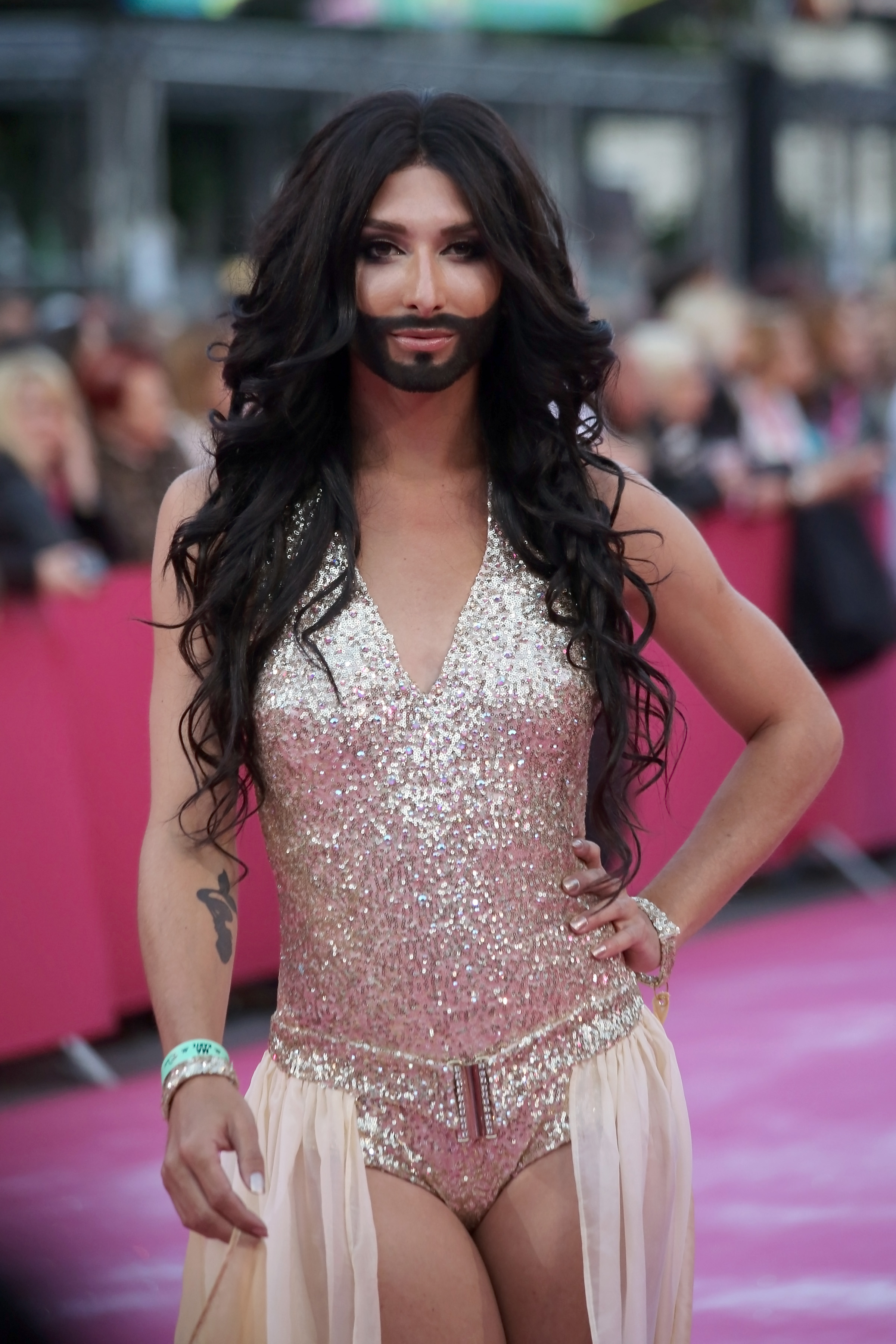
Кончита Вурст на благотворительном вечере «Life Ball» в 2013 году в Вене

Идея о бородатой женщине-латиноамериканке пришла Нойвирту в связи с тем, что в подростковом возрасте он сталкивался с дискриминацией и травлей. Образ Кончиты Вурст стал высказыванием в защиту толерантности и принятия человека таким, какой он есть. Том Нойвирт заявил, что хочет, чтобы новое поколение считало, что быть самим собой хорошо, чтобы для людей было важно не то, как выглядит человек или откуда он родом, а то, что это за человек, чтобы люди научились разглядывать и ценить то, что скрыто «за фасадом».
| …Он создал женщину с бородой. Как яркое высказывание. Как катализатор для дискуссий о таких понятиях, как «инаковость» и «нормальность». Как способ донести своё послание до всего мира так, чтобы его невозможно было не увидеть или не услышать. Ведь внешний вид, пол и происхождение не имеют никакого значения, когда речь идёт о достоинстве и свободе индивида. «Важен только и исключительно человек, — говорит Том/Кончита, — у каждого должно быть право жить так, как он считает нужным, если это никому не причиняет вреда». |

Издания The New Yorker и Siegessäule отмечают, что образ Кончиты Вурст является примером так называемого гендерного подкола, выражающегося в отказе от следования традиционным гендерным ролям. Швейцарский публицист Пирмин Майер сравнил образы Кончиты и бородатой католической святой Вильгефортис. «Неделя» с Марианной Максимовской вспомнили о Фредди Меркьюри в образе усатой женщины в клипе «I Want to Break Free», а часть критиков — о традициях бродячих цирков, как прародителей эстрады. Журналист Андрей Бильжо отметил, что посыл образа «бородатой женщины» точно такой же, как у мультипликационного огра Шрека, а именно — «научить людей, что неважно, какая у тебя внешность, а важно, какой ты внутри».
Критик Slon Magazine Анна Рулевская отметила, что образ Кончиты Вурст несёт несколько смысловых нагрузок. Во-первых, это разрушение стереотипов (причём не только гендерных). Во-вторых, это борьба за свободу личности и самовыражения без всяких условностей. В-третьих, это призыв к толерантности и гуманизму.

### Альтер эго
Согласно информации с официального сайта, проводится чёткое разделение между артисткой Кончитой Вурст и частным лицом Томом Нойвиртом и подчёркивается, что это два самостоятельных человека с собственными судьбами, но «работающие в слаженной команде» и «выступающие вместе за толерантность и против дискриминации». В одном из интервью Том шутит: «В будни я работающая женщина, а по выходным — невероятно ленивый молодой человек». Кончита даже имеет свою псевдобиографию, согласно которой она родилась в горах Колумбии недалеко от Боготы, а детство провела в Германии.

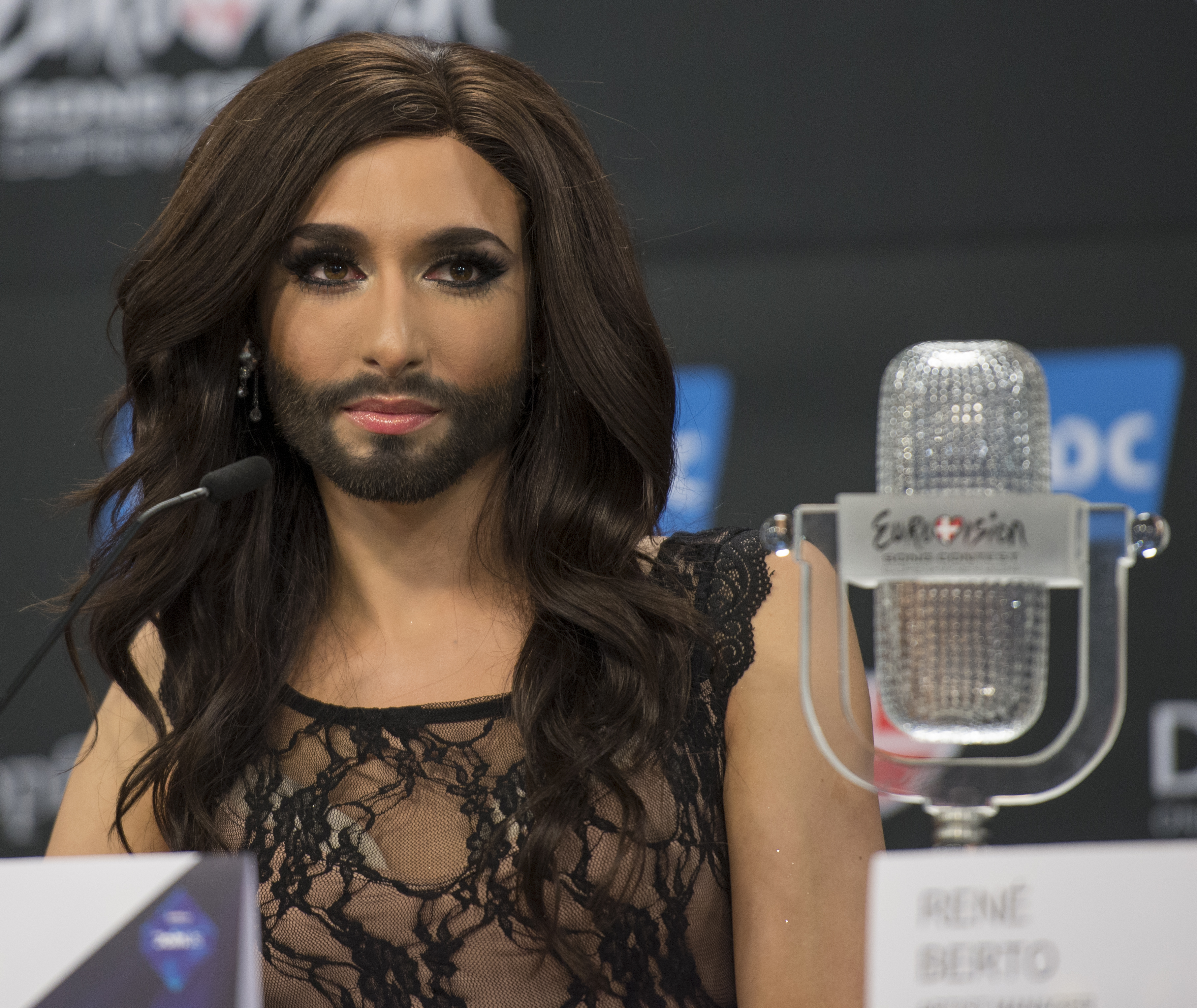
На пресс-конференции после Евровидения-2014

В одном из интервью Том отмечает, что он не любит находиться в центре внимания и не хочет, чтобы его узнавали на улице. Созданная же им Кончита позволяет разделять творчество и тихую личную жизнь. Кончита может говорить то, чего бы он никогда не смог сказать как Том. По словам Нойвирта, Кончита является его альтер эго, поэтому, находясь в образе фрау Вурст, он требует, чтобы к нему именно так и обращались, а именно «она»; однако по отношению к Тому следует употреблять исключительно «он». Нойвирт отмечает, что Кончита даже ходит в женский туалет, тогда как Том — только в мужской. К существованию двух личностей уже давно привыкли друзья и родные Тома. Однако Нойвирт отмечает, что, например, в гостях у родителей он является исключительно Томом, потому что нахождение там фрау Вурст было бы не к месту.
Борода Кончиты настоящая, однако для усиления эффекта она дополнительно подкрашена тенями для век. Длинные волосы созданы с помощью обыкновенного парика, а грудь — пуш-апа. В одном из интервью Нойвирт рассказал, что для наложения макияжа и полного перевоплощения ему требуется от 40 минут до четырёх часов, если делать это без спешки.
В ноябре 2011 года Кончита Вурст совместно с танцовщиком бурлеска Жаком Патриаком (фр. Jacques Patriaque) дали интервью австрийскому изданию NEWS.AT, в котором они объявили, что женаты уже четыре года. Вместе с тем, муж Кончиты также является элементом её псевдобиографии. По утверждениям самого Нойвирта, Кончита находится в браке, в то время как Том — холостяк.
На вопрос о своей гендерной принадлежности Нойвирт в одном из интервью дал такой ответ: «На работе я фрау Вурст, дома я — Том», тем самым опровергая домыслы о своей трансгендерности или транссексуальности и идентифицируя себя как гомосексуального мужчину. Травести является для Тома лишь сценическим жанром. Таким образом, Кончита существует только на сцене, в частной жизни же Том является мужчиной без каких-либо оговорок.

### Псевдоним
Однозначной версии появления псевдонима Кончита Вурст не существует. Относительно имени Кончита Нойвирт давал различные комментарии. По одной из версий, это его прозвище, которое ему когда-то давала одна его подруга-латиноамериканка. По другой версии, имя Кончита просто стойко ассоциируется с «горячей латиноамериканкой», поэтому и было выбрано. В другом интервью Том утверждал, что имя Кончита является уменьшительным от имени Концепсьон, которое ассоциируется с женственностью.
Фамилия Вурст также позволяет неоднозначные толкования. Сам Нойвирт неоднократно в своих интервью объяснял значение псевдонима отсылкой к устойчивому немецкому выражению wurst sein, которое означает «быть безразличным, равнодушным» и в данном контексте означает, что внешний вид и происхождение человека не имеют никакого значения. Кроме того, слово Wurst в немецком языке означает колбасу. Как отмечает немецкоязычная пресса, в интернете существуют мнения о том, что Wurst может отсылать к мужскому половому органу, в то время как испанское слово conchita является вульгарным обозначением женской вагины, поэтому имя «Кончита Вурст» является вербальным соединением мужского и женского.
Согласно псевдобиографии, Кончита была названа в честь своей бабушки, а её отец носил имя Альфред Кнак фон Вурст (нем. Alfred Knack von Wurst).

## Евровидение-2014

### Путь к Евровидению
В 2012 году Кончита Вурст участвовала в национальном отборе на «Евровидение 2012» с песней «That’s What I Am», где в финале заняла второе место (набрав 49 % голосов), лишь немного уступив хип-хоп-дуэту Trackshittaz (51 %). Однако на самом Евровидении участники Trackshittaz даже не попали в финал. В 2013 году австрийская национальная вещательная компания ORF приняла решение отправить Кончиту на «Евровидение 2014» без проведения предварительного национального кастинга. Такое решение вызвало множество споров и протестов, а в Facebook была организована группа «Нет Кончите Вурст на Евровидении!», которая за несколько дней набрала десятки тысяч участников. Несмотря на то, что создатели страницы протестовали не против самой Кончиты Вурст, а против её выдвижения без проведения отборочного конкурса, страница была наполнена множеством постов гомофобного и уничижительного содержания. К тому же пресса подметила, что Эрик Папилайа был выдвинут на «Евровидение-2007» также без проведения предварительного отбора, что тогда не вызывало никаких протестов.

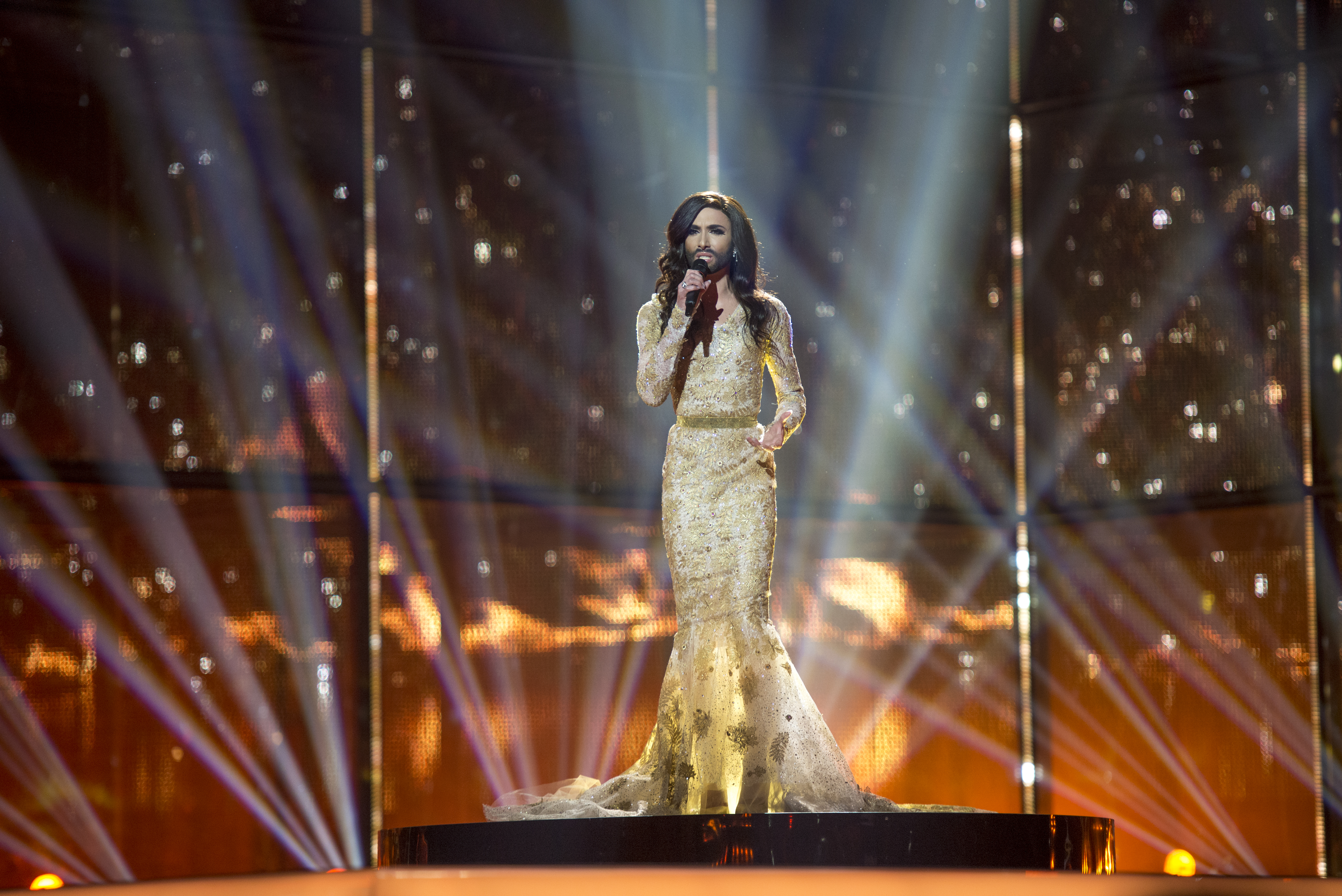
Выступление с песней Rise Like a Phoenix на Евровидении-2014 в Копенгагене

В стране разгорались жаркие дебаты по поводу участия травести-артиста в конкурсе, нередко выливавшиеся в открыто гомофобные оскорбления. При этом противники участия Кончиты Вурст в конкурсе редко затрагивали тему музыки и направляли негатив в основном на личность и образ артиста. Австрийский музыкант и комик Альф Пойер, который сам представлял Австрию на «Евровидении-2003», заявил, что если кто-то не знает, мужчина он или женщина, то его место в психушке, а не на Евровидении. Шеф правоориентированной Партии Свободы Хайнц-Кристиан Штрахе похвалил Пойера за его «мужественное мнение». Позднее уже после победы Кончиты Вурст Пойер принёс ей официальные извинения, а Штрахе хоть и не извинился, однако поздравил Кончиту с победой на своей странице в Facebook.
Многие журналисты сравнивали Кончиту Вурст с другими «неоднозначными женщинами» на Евровидении, имеющими различный успех на конкурсе. Так, в 1998 году конкурс выиграла транссексуалка Дана Интернэшнл, а в 2002 году дрэг-квин-трио «Sestre» из Словении заняло только 14-е место. В 2007 году Верка Сердючка заняла второе место, а датский травести-артист DQ даже не прошёл в финал. Некоторые припомнили участие культивирующего образ лесбиянок дуэта «Тату», а также не скрывающих свою гомосексуальность исполнителей Клиффа Ричарда и Марию Шерифович. Ряд обозревателей также вспомнили неудачное выступление Индюка Дастина в 2008 году и победу группы Lordi в 2006, рассуждая о том, что эпатажный образ не гарантирует успех на конкурсе Евровидения.

### Победа в Копенгагене
8 мая на 59-м конкурсе песни Евровидение Кончита Вурст с песней «Rise Like a Phoenix» («Восстану словно Феникс») заняла первое место во втором полуфинале, набрав 169 баллов. 10 мая 2014 года в финале конкурса Кончита Вурст получила 290 баллов и стала победителем Евровидения. Таким образом, Австрия второй раз в своей истории стала победителем Евровидения. В прошлый раз это было в 1966 году, когда победителем конкурса стал Удо Юргенс.
| Страна         | Жюри      | Теле- зрители | Общий итог | Очки |
| -------------- | --------- | ------------- | ---------- | ---- |
| Албания        | 6         | не провод.    | -          | 5    |
| Армения        | 24        | 2             | 14         | 0    |
| Азербайджан    | 24        | 3             | 10         | 1    |
| Беларусь       | 23        | 4             | 14         | 0    |
| Бельгия        | 3         | 3             | 1          | 12   |
| Дания          | 2         | 3             | 3          | 8    |
| Эстония        | 8         | 8             | 7          | 4    |
| Македония      | 14        | 5             | 8          | 3    |
| Финляндия      | 1         | 1             | 1          | 12   |
| Франция        | 4         | 2             | 2          | 10   |
| Грузия         | недейств. | 2             | -          | 10   |
| Германия       | 11        | 1             | 4          | 7    |
| Греция         | 1         | 2             | 1          | 12   |
| Венгрия        | 8         | 2             | 2          | 10   |
| Исландия       | 2         | 3             | 2          | 10   |
| Ирландия       | 1         | 3             | 1          | 12   |
| Израиль        | 1         | 2             | 1          | 12   |
| Италия         | 3         | 2             | 1          | 12   |
| Латвия         | 10        | 5             | 5          | 6    |
| Литва          | 1         | 5             | 2          | 10   |
| Мальта         | 9         | 1             | 2          | 10   |
| Молдова        | 4         | 4             | 4          | 7    |
| Черногория     | 17        | 5             | 9          | 2    |
| Норвегия       | 4         | 2             | 2          | 10   |
| Польша         | 19        | 4             | 11         | 0    |
| Португалия     | 6         | 1             | 1          | 12   |
| Румыния        | 7         | 2             | 3          | 8    |
| Россия         | 11        | 3             | 6          | 5    |
| Сан-Марино     | 14        | не провод.    | -          | 0    |
| Словения       | 1         | 1             | 1          | 12   |
| Испания        | 2         | 2             | 1          | 12   |
| Швеция         | 1         | 1             | 1          | 12   |
| Швейцария      | 1         | 1             | 1          | 12   |
| Нидерланды     | 1         | 1             | 1          | 12   |
| Украина        | 3         | 5             | 3          | 8    |
| Великобритания | 3         | 3             | 1          | 12   |

Итоги голосования в финале Евровидения-2014 за Австрию. Синим отмечены страны, давшие Кончите Вурст максимально возможное число очков

Полученные при голосовании баллы складывались на 50 % из баллов национального жюри и на 50 % из баллов телезрителей. В комбинированном итоге максимальные 12 баллов Кончита получила сразу от 13 стран — Бельгии, Финляндии, Греции, Ирландии, Израиля, Италии, Португалии, Словении, Испании, Швеции, Швейцарии, Нидерландов и Великобритании.
Большой отрыв от участников из Нидерландов, занявших второе место, был получен за счёт SMS-голосования телезрителей. Если бы во внимание принимались лишь голоса телезрителей, успех Австрии был бы ещё отчётливее: Австрия — 306 баллов, Нидерланды — 220 баллов, Армения — 187 баллов. Если же бы учитывались лишь баллы, проставленные членами жюри, Австрия получила бы всего 214 очков, однако и при таком раскладе осталась бы победителем — Нидерланды в этом случае имели бы 200 и Швеция — 199 баллов.
По правилам конкурса очки получают лишь исполнители, попавшие в первую десятку рейтинга. Поэтому наибольший разрыв в присвоенных баллах между выбором жюри и выбором телезрителей был в Германии (жюри — 0 баллов, телезрители — 12 баллов), Армении (жюри — 0 баллов, телезрители — 10 баллов) и на Мальте (жюри — 2 балла, телезрители — 12 баллов). А наибольшие разрывы в местах наблюдались в Армении (жюри — 24-е место, телезрители — 2-е место) и в Азербайджане (жюри — 24-е место, телезрители — 3-е место).
Ряд наблюдателей отмечали, что несмотря на расхожее мнение о сильном влиянии ксенофобных настроений и «традиционных ценностей» в Восточной Европе её жители довольно высоко оценили Кончиту Вурст, а низкие баллы в этих странах получились за счёт голосования жюри. Так, например, российские телезрители дали Австрии третье место, а песня «Rise Like a Phoenix» даже на некоторое время возглавила русский музыкальный рейтинг iTunes и Яндекс.Музыка.

### Реакции на победу Кончиты Вурст
После возвращения в Австрию из Копенгагена Кончиту Вурст в аэропорту встречали сотни поклонников. Представители всех политических партий, за исключением правоориентированной Партии Свободы, поздравили фрау Вурст с победой. Ведущие политики страны — президент Хайнц Фишер и федеральный канцлер Вернер Файман лично поздравили артиста. Удо Юргенс, принёсший Австрии в 1966 году до сего дня единственную победу на Евровидении, в интервью немецкому изданию Bild признался, что испытал шок, впервые увидев Кончиту Вурст, однако затем, посмотрев одно ток-шоу с её участием, был удивлён тому, насколько интеллигентным и симпатичным оказался этот человек. Однако не все соотечественники единодушно высказывались за Вурст. Также звучала и критика. Так, например, по выражению члена Европарламента от Австрии Эвальда Штадлера, ему было стыдно за Австрию и за подобную победу.

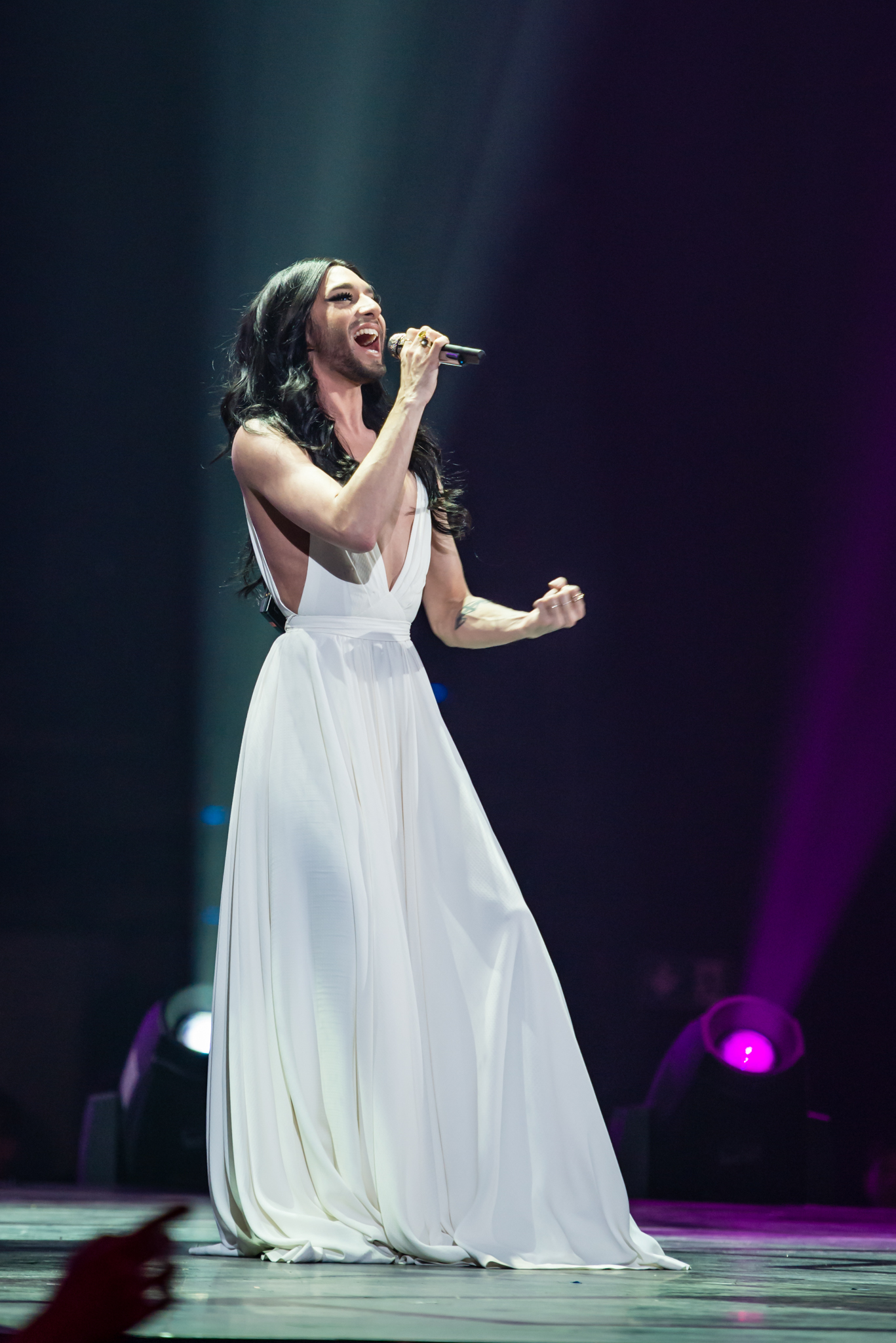
Выступление в Ганновере в марте 2015 года

Победа Кончиты Вурст на Евровидении вызвала неоднозначную реакцию в СМИ во многих странах мира. Немецкая газета Frankfurter Allgemeine Zeitung назвала триумф травести-артиста «победой толерантности». Итальянская газета La Repubblica назвала Кончиту «знаменем сексуальных меньшинств», утверждая при этом, что «весь Интернет без ума от Кончиты». The New York Times отмечает, что голос Кончиты «создан для Бродвея». Немецкий журнал Stern назвал победу Нойвирта не только национальной победой Австрии, но и победой для ЛГБТ всех стран, одновременно указывая, что сама конкурсная песня «была посредственной» и превратилась в «грандиозную» лишь «в комбинации с исполнителем». Издания Der Spiegel, Süddeutsche Zeitung и Die Welt сравнили песню Rise Like a Phoenix с саундтреками фильмов о Джеймсе Бонде. Наблюдались и жёсткие высказывания, осуждающие итоги Евровидения. Так, чешское издание Lidove noviny назвала победу Вурст бредом и доказательством «загнивания Запада». Турецкая газета Hürriyet написала, что после победы Вурст для Турции, которая с 2012 года и так не принимает участия в конкурсе, с Евровидением «покончено раз и навсегда». Католическая радиостанция в Венгрии прервала трансляцию Евровидения как только стало известно, что победителем станет Кончита Вурст. Телеведущий сербского государственного телеканала RTS сравнил прошедшее Евровидение с «шоу уродов».
Победа Австрии подверглась критике со стороны консервативных политиков Польши, Словакии и Венгрии. Её называли признаком заката, упадка и деградации Европы, пропагандой стирания границ между мужчиной и женщиной и культурной агрессией. В России из уст многих политиков также прозвучали слова о том, что образ Кончиты Вурст является пропагандой гомосексуальности и морального разложения.
Глава Синодального информационного отдела Русской православной церкви Владимир Легойда заявил о том, что победа Вурст — это очередное «звено в цепи культурной легитимизации порока в современном мире» и «попытка закрепления новых культурных норм». Митрополит Сербской православной церкви Амфилохий назвал наводнение на Балканах «божьей карой» за победу Кончиты Вурст, хотя наиболее пострадавшие от наводнения Сербия и Босния и Герцеговина в Евровидении не участвовали. По словам митрополита, победа Вурст «пропагандирует извращение человеческой натуры», а сама певица «уподобляется Иисусу».
Священник обновленной УАПЦ Яков Кротов считает, что Нойвирт целенаправленно копирует Христа и что текст его песни «Воскреснуть как феникс» глубоко христианский, поднимающий базовые вопросы веры. Также он отмечает, что и предыдущая песня «That’s What I Am» является «точным воспроизведением» библейского самоопределения Бога как «Я есмь Тот, Кто есмь».
Глава Католической церкви в Австрии архиепископ Кристоф Шёнборн приветствовал победу Кончиты, назвав послание толерантности, которое содержалось в выступлении Вурст, «очень реальной и важной темой», поэтому, продолжил кардинал, все люди, в том числе и те, кто «в своём теле не чувствуют себя дома» заслуживают уважения. В то же время Шёнборн добавил, что будет молиться за Тома в «борьбе за его жизнь», придерживаясь учения Католической церкви о греховности гомосексуальности.

## После Евровидения

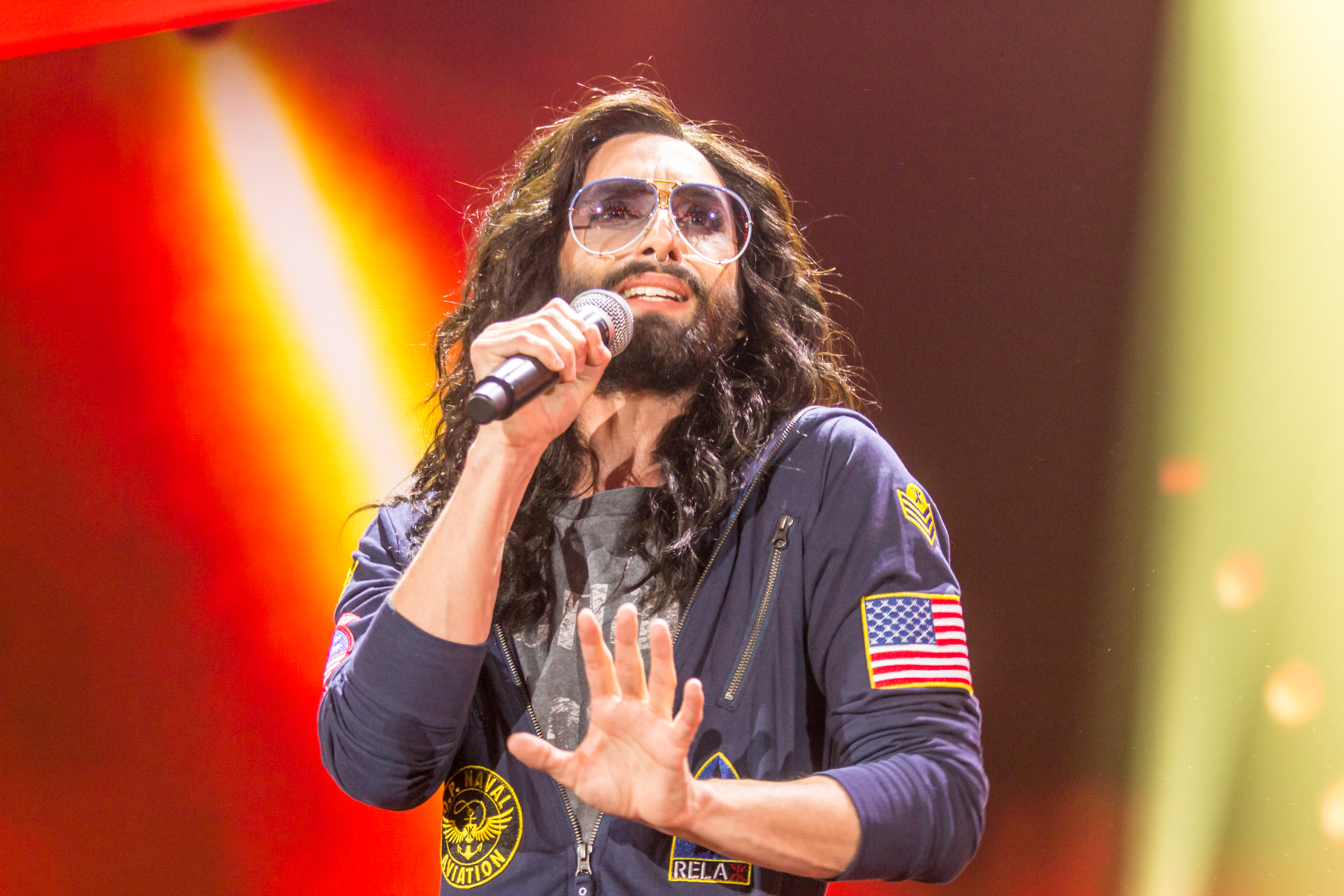
В качестве приглашённой звезды на национальном отборочном конкурсе для Евровидения в Германии в январе 2017 года

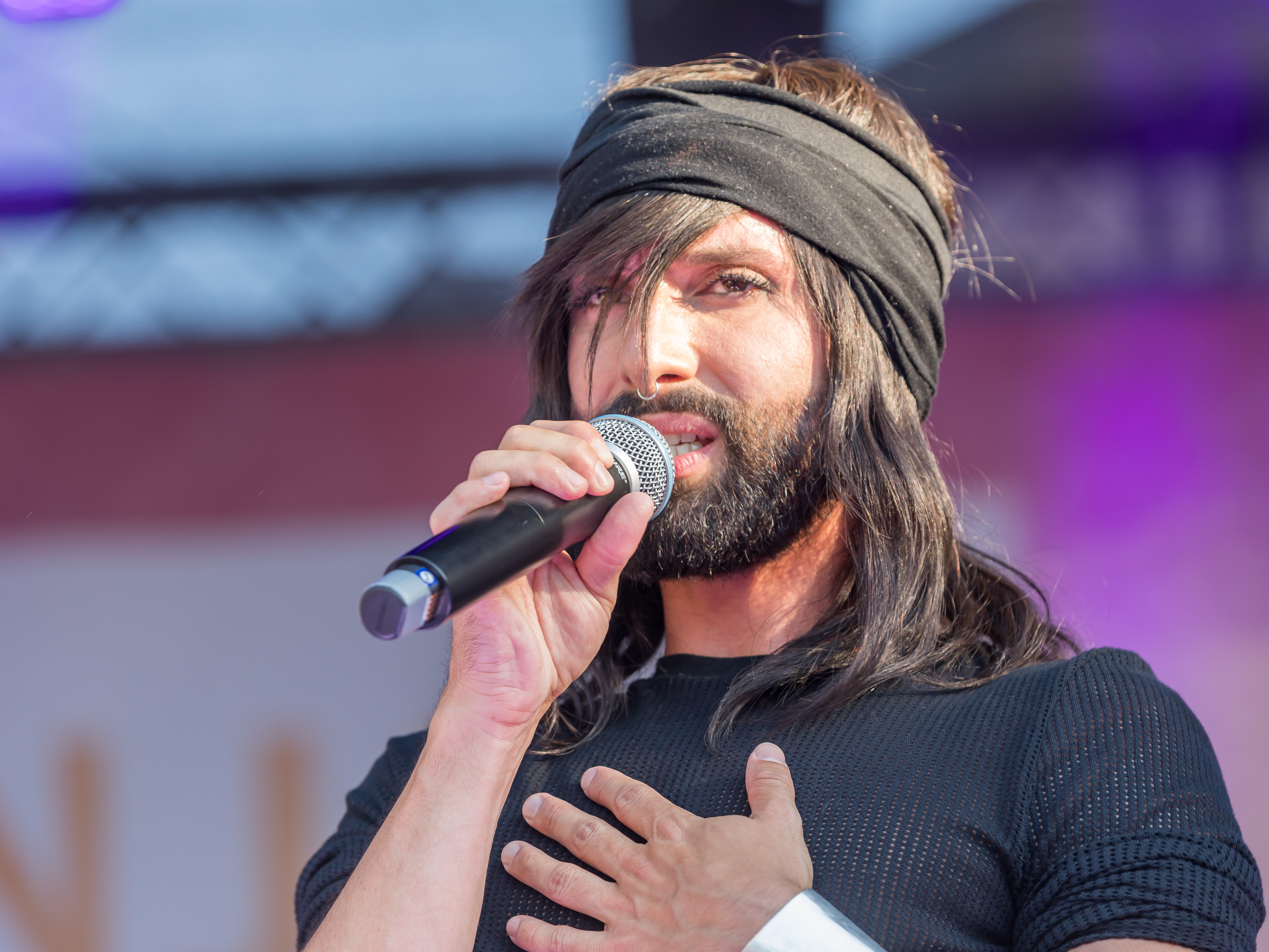
2018 год

Летом 2014 года Кончита Вурст выступила на гей-парадах в Лондоне на Трафальгарской площади, Мадриде, Цюрихе и Стокгольме, Антверпене. Также Кончита приняла участие в показе коллекции модельера Жан-Поля Готье, продемонстрировав свадебное платье, а также приняла участие в фотосъёмке Карла Лагерфельда.
В октябре 2014 года Кончита Вурст стала официальным рекламным лицом крупнейшего австрийского банка Bank Austria. В декабре 2014 года австрийский журнал Profil назвал Кончиту Вурст «Человеком года» вместе с президентом России Владимиром Путиным.
19 декабря 2014 года стало известно, что Кончита станет ведущей в гринруме на «Евровидении-2015» в Вене.
15 мая 2015 года вышел дебютный альбом «Conchita», который менее чем через неделю после релиза получил платиновый статус в Австрии. В марте 2015 и в марте 2016 годов Кончите Вурст два раза подряд была вручена австрийская музыкальная премия Amadeus Austrian Music Award в номинации «Артист года». В апреле и мае 2016 года состоялось первое турне Кончиты Вурст по городам Австрии, Германии и Швейцарии.
В феврале 2017 года в интервью немецкому журналу «Die Welt» Нойвирт заявил о том, что Кончита уже выполнила свою задачу и в скором времени ей придётся уйти. По словам артиста, он ещё пока не знает, когда это произойдёт, однако он находится в поисках, и ему хочется попробовать себя в новом образе и создать новую личность — на этот раз уже мужского пола. Он также отметил, что уже сейчас Кончита стала выглядеть и одеваться более мужественно. Тем не менее Том пока ещё не готов играть Тома — самого себя. Также Нойвирт заявил, что перед уходом Кончита ещё должна завершить работу над её вторым альбомом, после чего ему придётся её «убить». Другой причиной появления желания распрощаться с Кончитой артист назвал также тот факт, что в образе дрэг-квин он чувствует себя полностью асексуальным, хотя он и любит мужчин, но как мужчина.
19 октября 2018 года состоялся релиз второго студийного альбома под названием From Vienna with Love, в записи которого принял Венский симфонический оркестр. Пластинка состоит из кавер-версий различных лирических песен. Альбом также смог подняться на вершину альбомного чарта Австрии.
В 2019 году Нойвирт рассказал, что теперь он будет разделять персонажей, Кончита будет продолжать женственный стиль исполнения, при этом появится новый персонаж под именем Вурст, который будет выглядеть как мужчина и вести себя брутально, также певец добавил, что вскоре он выпустит новую музыку. Сингл «Trash All The Glam» был выпущен 8 марта 2019 года. Вскоре последовал второй сингл под названием «Hit Me», который он посвятил бывшему бойфренду, от которого он получал угрозы о том, что тот публично раскроет его ВИЧ-положительный статус. Третий сингл «See Me Now» был выпущен 5 апреля 2019 года. Все эти треки будут включены в альбом Truth Over Magnitude, релиз которого состоится в 2019 году.
В 2019 году Кончита стала постоянным судьёй в дрэг-шоу «Queen of Drags» вместе с Хайди Клум и Биллом Каулитцем.
18 мая Кончита Вурст выступила на «Евровидении-2019» в качестве приглашенного артиста, исполнив песню победителя 2015 года Монса Сельмерлёва «Heroes». В 2020 году она появилась в качестве камео в фильме Netflix «Евровидение: История огненной саги» . Также Кончита исполнила песню группы ABBA «Waterloo» вместе с другими победительницами «Евровидения» Шарлоттой Перелли и Каролой в интервал-акте в финале «Евровидения-2024».

## Личная жизнь
В апреле 2018 года Том Нойвирт на странице Кончиты Вурст в Instagram заявил, что уже несколько лет живёт с ВИЧ, но он уже проходит соответствующую терапию. Том также указал, что его семья и близкие давно об этом знают, а от широкой общественности певец скрывал свой диагноз, чтобы оградить свою семью от излишнего внимания. Тем не менее, певец был вынужден предать эту информацию огласке, чтобы избежать шантажа со стороны одного из бывших любовников.

## Дискография

### Студийные альбомы
| Название                                                                           | Детали                                                                                 | Наивысшая позиция в чартах | Наивысшая позиция в чартах | Наивысшая позиция в чартах | Наивысшая позиция в чартах | Наивысшая позиция в чартах | Наивысшая позиция в чартах | Наивысшая позиция в чартах | Наивысшая позиция в чартах | Наивысшая позиция в чартах | Сертификации         |
| Название                                                                           | Детали                                                                                 | AUT                        | AUS                        | BEL (Fl)                   | BEL (Wa)                   | FIN                        | GER                        | ITA                        | NLD                        | SWI                        | Сертификации         |
| ---------------------------------------------------------------------------------- | -------------------------------------------------------------------------------------- | -------------------------- | -------------------------- | -------------------------- | -------------------------- | -------------------------- | -------------------------- | -------------------------- | -------------------------- | -------------------------- | -------------------- |
| Conchita                                                                           | - Выпущен: 15 мая 2015 - Лейбл: Sony Music Austria - Формат: Цифровая загрузка, CD     | 1                          | 26                         | 17                         | 41                         | 28                         | 23                         | 30                         | 67                         | 6                          | - IFPI AUT: Platinum |
| From Vienna with Love (совместно с Венским симфоническим оркестром)                | - Выпущен: 19 октября 2018 - Лейбл: Sony Music Austria - Формат: Цифровая загрузка, CD | 1                          | —                          | —                          | —                          | —                          | 77                         | —                          | —                          | 84                         | - IFPI AUT: Gold     |
| Символ «—» означает, что альбом не попал в чарт или не выпускался в данной стране. |                                                                                        |                            |                            |                            |                            |                            |                            |                            |                            |                            |                      |

### Синглы

#### Как главный артист
| «I’ll Be There»                                                                   | 2011 | —  | —   | —   | — | —  | —  | — | —  | — | —  |                      | Die große Chance      |
| «Unbreakable»                                                                     | 2011 | 32 | —   | —   | — | —  | —  | — | —  | — | —  |                      | без альбома           |
| «That’s What I Am»                                                                | 2012 | 12 | —   | —   | — | —  | —  | — | —  | — | —  |                      | без альбома           |
| «Rise Like a Phoenix»                                                             | 2014 | 1  | 8   | 19  | 6 | 5  | 10 | 3 | 27 | 2 | 17 | - IFPI AUT: Platinum | Conchita              |
| «Heroes»                                                                          | 2014 | 4  | 130 | 97  | — | —  | —  | — | —  | — | —  |                      | Conchita              |
| «You Are Unstoppable»                                                             | 2015 | 13 | 79  | 129 | — | 67 | —  | — | —  | — | —  |                      | Conchita              |
| «Firestorm» / «Colours of Your Love»                                              | 2015 | 45 | —   | —   | — | —  | —  | — | —  | — | —  |                      | Conchita              |
| «Heast as net» (совместно с Иной Реган)                                           | 2017 | 36 | —   | —   | — | —  | —  | — | —  | — | —  |                      | без альбома           |
| «The Sound of Music»                                                              | 2018 | —  | —   | —   | — | —  | —  | — | —  | — | —  |                      | From Vienna with Love |
| «Für mich soll’s rote Rosen regnen»                                               | 2018 | —  | —   | —   | — | —  | —  | — | —  | — | —  |                      | From Vienna with Love |
| «Trash All the Glam»                                                              | 2019 | —  | —   | —   | — | —  | —  | — | —  | — | —  |                      | Truth Over Magnitude  |
| «Hit Me»                                                                          | 2019 | —  | —   | —   | — | —  | —  | — | —  | — | —  |                      | Truth Over Magnitude  |
| «See Me Now»                                                                      | 2019 | —  | —   | —   | — | —  | —  | — | —  | — | —  |                      | Truth Over Magnitude  |
| Символ «—» означает, что сингл не попал в чарт или не выпускался в данной стране. |      |    |     |     |   |    |    |   |    |   |    |                      |                       |

#### Как приглашённый артист
| Название                                            | Год  | Альбом      |
| --------------------------------------------------- | ---- | ----------- |
| «My Lights» (Алекс Вольф при участии Кончиты Вурст) | 2014 | без альбома |